# Mike Rutherford
Michael John Cloete Crawford Rutherford (Guildford, 2 ottobre 1950) è un bassista, polistrumentista e compositore britannico, membro fondatore dei Genesis e dei Mike + The Mechanics.
Il suo stile molto originale e chitarristico nel suonare il basso l'ha sempre reso uno dei bassisti più apprezzati del rock negli anni '70, e il suo nome è spesso apparso vicino a quelli di bassisti come Chris Squire degli Yes, molto affine a Rutherford come stile.

## Biografia
Così descrive la sua prima esperienza con una chitarra.
"My parents bought me a nylon six string guitar when I was seven, which cost £8. The first year I had it, I learned three chords and for my fingers it was pain and agony… terrible."
"Quando avevo sette anni i miei genitori mi comprarono, per otto sterline, una chitarra con sei corde di nylon. Il primo anno imparai tre accordi, con gran dolore e tormento per le mie dita… terribile."
Negli anni '60 Mike Rutherford fondò, insieme all'amico e chitarrista Anthony Phillips, gli Anon, primo nucleo originario dei Genesis. I due frequentavano la prestigiosa Charterhouse. Successivamente, a Rutherford e Phillips si unirono altri due talentuosi musicisti che frequentavano la stessa scuola, il tastierista Tony Banks e il carismatico cantante Peter Gabriel (con i due vi era anche il batterista Chris Stewart, oggi scrittore, che lascerà la band di lì a poco), così il loro nome diventò "Genesis" (la cui idea fu del loro primo produttore, Jonathan King). Rivestendo il ruolo iniziale di bassista, corista e chitarrista ritmico, a partire dal 1978, dopo l'abbandono di Steve Hackett, negli album ricoprì anche il ruolo di chitarrista solista (nei concerti le parti di chitarra e basso venivano divise tra lui e Daryl Struemer).
Il ruolo di Mike Rutherford all'interno dei Genesis è stato di vitale importanza. Oltre ad essere stato co-fondatore del primo nucleo della band e l'unico membro presente in tutta la carriera del gruppo (insieme a Tony Banks), si devono a lui numerosi brani e storici riff della band (oltre a diversi testi). Della prima fase del gruppo (dal '67 al '75), con i brani accreditati generalmente a tutto il gruppo, ricordiamo innanzitutto il grande classico The Musical Box (iniziata insieme ad Anthony Phillips e poi finita quasi interamente da lui dopo l'abbandono di Phillips), poi le intere Harlequin, More Fool Me, Silent Sorrow In Empty Boats e In The Rapids, tutta la prima metà e il riff di chitarra della seconda sezione di The Cinema Show, la porzione centrale di Can-Utility And The Coastliners, buona parte di Fly On A Windshield, Back In N.Y.C., The Carpet Crawlers, e tante altre.
Gran parte dei brani di The Lamb Lies Down on Broadway  appartengono a lui ed al tastierista Tony Banks, con contributi da parte comunque di tutti, senza comunque dimenticare i contributi importanti di Steve Hackett e Peter Gabriel in alcuni brani, quattro composti da Hackett e due da Gabriel, e del primo brano con il tema principale composto da Phil Collins: Lilywhite Lilith. Ciò è da non confondere con i testi, che invece sono opera di Peter Gabriel, ad eccezione di The Light Dies Down On Broadway (che è del duo Rutherford-Banks, ma sotto la direzione comunque di Gabriel). 
In generale, dopo Tony Banks, Rutherford è stato (insieme anche a Steve Hackett dal 1971 al 1976) il principale compositore delle canzoni del gruppo, del quale è anche considerato in un certo senso il pilastro, per via del suo carattere pacifico e tranquillo ma molto determinato, al punto da essere una sorta di "leader occulto" della band.
Oltre alla carriera col gruppo, vanta una sua produzione da solista e con il gruppo Mike + The Mechanics.
Nel 2012 ha partecipato alla cerimonia conclusiva delle Olimpiadi di Londra.
Nel 2014 è stato pubblicato il suo libro autobiografico The Living Years (Ed. Arcana).
Il padre, Crawford Rutherford, era militare di carriera con il grado di capitano nella britannica Royal Navy.

## Discografia

### Da solista
- 1980 – Smallcreep's Day
- 1982 – Acting Very Strange
- 2012 – Around Classes (con i membri dei Foreigner)

### Con Mike + The Mechanics
- 1985 – Mike + The Mechanics
- 1988 – The Living Years
- 1991 – Word of mouth
- 1995 – Beggar on a Beach of Gold
- 1996 – Hits
- 1999 – M6
- 2004 – Rewired
- 2011 – The Road
- 2017 - Let Me fly
- 2019 - Out of the blue